# Liabum sandemannii
Liabum sandemannii là một loài thực vật có hoa trong họ Cúc. Loài này được H. Rob. mô tả khoa học đầu tiên năm 1977.